# Luden vithätta
Luden vithätta (Hemimycena cephalotricha) är en svampart som först beskrevs av Joss. ex Redhead, och fick sitt nu gällande namn av Rolf Singer 1986. Enligt Catalogue of Life ingår Luden vithätta i släktet Hemimycena,  och familjen Mycenaceae, men enligt Dyntaxa är tillhörigheten istället släktet Hemimycena,  och familjen Chromocyphellaceae. Arten är reproducerande i Sverige. Inga underarter finns listade i Catalogue of Life.